# 비메오
비메오(영어: Vimeo)는 사용자가 직접 제작한 동영상을 업로드하고 공유하며 볼 수 있는 동영상 공유 웹사이트이다. 2004년 11월에 자크 클라인과 제이크 로드윅이 설립하였고, 비메오라는 이름은 공동 창업자 제이크 로드윅이 비디오(video)와 미(me)를 합쳐 지은 것으로 이는 이용자가 직접 만드는 영상물 중심을 이야기한다.

## 비메오의 성장
2010년 3월 기준으로 비메오는 회원수가 300만명이 넘으며, 날마다 새로운 동영상이 평균 16,000건 넘게 올라오고 있다. 업로드되는 동영상 가운데 약 10%가 HD영상이다. 비메오는 광고 영상, 게임 영상을 허용하지 않으며 음란 동영상, 사용자가 직접 만들지 않은 영상물은 사이트에 올릴 수 없다.

## 영상 품질
2007년 10월 9일 비메오는 1280x720 (720p)의 고선명 비디오 재생 지원을 발표하며, 컨슈머 HD를 지원하는 최초의 영상 공유가 되었다. 업로드된 HD 동영상들은 자동으로 720/30p VP6 플래시 동영상으로 변환되었다. 2010년 8월 이후 모든 동영상은 HTML5 지원을 위해 H.264로 인코딩된다. 이전에 업로드된 모든 동영상들은 다시 H.264로 인코딩되었다. HD가 아닌 동영상들은 최대 초당 30프레임으로 재인코딩되었으며, 이들은 다른 동영상 공유 사이트들에 견주어 상당히 높은 비트레이트를 지닌다.

## 유료 서비스
무료 사용자들은 1주일에 최대 500 MB까지 업로드가 가능하며 1주일에 최대 하나의 HD 동영상만 올릴 수 있다. (같은 주 안에 추가 HD 동영상들을 올리면 SD로 인코딩된다.) 이러한 제한을 해제하기 위해 비메오는 2가지 유료 서비스를 제공한다.

### 비메오 플러스
2008년 10월 16일 비메오는 한 해에 60달러를 내고 쓸 수 있는 "비메오 플러스"(Vimeo Plus) 패키지를 내놓았는데, 1주일에 최대 5GB의 용량을 제공하고, HD 동영상과 채널, 그룹, 앨범 개설에 대한 횟수 제한을 없애 주며, 광고가 없고 2패스 비디오 재인코딩을 통한 고품질 달성, 인코딩 우선 등의 이점이 있다.
2010년 2월 이후로 플러스 사용자들은 1080p를 업로드하여 1080p, 720p로 재인코딩하는 것을 선택할 수 있다. 2010년 7월 22일 기준으로 무제한의 HD 임베드를 제공한다. 2011년 1월 4일 기준으로, 비메오 플러스 사용자들은 최대 5기가바이트의 동영상을 올릴 수 있는데, 이는 2.5시간의 HD 동영상과 맞먹는다.

### 비메오 프로
2011년 8월 1일 비메오는 비즈니스 및 상업용 프로 계정을 선보였는데, 50GB의 용량에 250k 재생, 고급 통계, 타사 비디오 플레이어 지원 등을 허용한다.

## 비메오를 검열하는 국가 목록
- 중화인민공화국
- 인도
- 인도네시아